# Daniel Cornelius Danielssen
Daniel Cornelius Danielssen, född 4 juli 1815, död 13 juli 1894, var en norsk läkare från Bergen. 
Danielssen samarbetade med Gerhard Armauer Hansen, som upptäckte bakterien som orsakar spetälska, hans främsta verk inom forskningen om spetälskan är Om spedalskhed, år 1847, tillsammans med Carl Wilhelm Boeck. Danielssen gjorde Bergen till ett ledande centrum för forskning rörande denna bakterie under andra hälften av 1800-talet. Han var också mycket aktiv för utvecklingen av Bergens Museum, och var från 1864 fram till sin död museets chef. Som zoolog deltog Danielsen i åtskilliga expeditioner, bland annat den norska nordhavsexpeditionen 1876-78. Han utgav flera vetenskapliga verk i samarbete med Carl Wilhelm Boeck. Han invaldes 1877 i Kungliga Vetenskapsakademien.